# Metatrioza neotriozella
Metatrioza neotriozella är en insektsart som beskrevs av Caldwell 1944. Metatrioza neotriozella ingår i släktet Metatrioza och familjen spetsbladloppor. Inga underarter finns listade i Catalogue of Life.